# Kuwaa jezik
Kuwaa jezik (belle, belleh, kowaao, kwaa; ISO 639-3: blh), nigersko-kongoanski jezik skupine kru, kojim govori 12 800 ljudi (Vanderaa 1991) u liberijskom okrugu Lofa.
Jedini je predstavnik istoimene podskupine. Postoje manje razlike u izgovoru kod klanova Lubaisu i Gbade. U upotrebi su i jezici bandi [bza], loma [lom] ili liberijski kpelle [xpe]. Pismo: latinica

## Vanjske poveznice
- Ethnologue (14th)
- Ethnologue (15th)